# Toegangstijd
Toegangstijd is binnen een elektronisch systeem de vertragingstijd of latentie tussen een verzoek en het retourneren van deze gegevens. Toegangstijd wordt gewoonlijk uitgedrukt in nanoseconde (ns) of milliseconde (ms).
Binnen een computersysteem is de toegangstijd de tijd tussen een instructie voor een aanvraag van data en het moment van levering van deze gegevens. Voorbeelden zijn de toegangstijd van werkgeheugen, een database, diskettestation, cd-rom of harde schijf.
Ook binnen de telecommunicatie kan men spreken van toegangstijd, de tijd die is verstreken tussen het begin van een toegangspoging en het succesvol voltooien van de toegang.